# Marathon Rotterdam 2023
De NN Marathon van Rotterdam (door sponsoring) in 2023 werd gehouden op zondag 16 april 2023. De marathon diende ook als Nederlands Kampioenschap.
De wedstrijd werd bij de mannen gewonnen door Bashir Abdi, hij liep slechts 11 seconden langzamer dan zijn eigen parcoursrecord dat tevens het Europese Record is. Bij de vrouwen won Eunice Chumba. Abdi Nageeye (mannen) en Anne Luijten (vrouwen) werden Nederlands Kampioen.

## Uitslagen[1]

### Mannen
| Plaats | Naam              | Land      | Tijd    |
| ------ | ----------------- | --------- | ------- |
| Goud   | Bashir Abdi       | België    | 2:03.47 |
| Zilver | Thimothy Kiplagat | Kenia     | 2:03.50 |
| Brons  | Abdi Nageeye      | Nederland | 2:05.32 |
| 4      | Dawit Wolde       | Ethiopië  | 2:05.46 |
| 5      | Chala Regasa      | Ethiopië  | 2:06.11 |
| 6      | Koen Naert        | België    | 2:06.56 |
| 7      | Asmare Bazezew    | Ethiopië  | 2:07.58 |
| 8      | Abebe Negewq      | Ethiopië  | 2:08.12 |
| 9      | Kenneth Kipkemoi  | Kenia     | 2:08.15 |
| 10     | Cyrus Mutai       | Kenia     | 2:08.18 |

### Vrouwen
| Plaats | Naam                  | Land      | Tijd    |
| ------ | --------------------- | --------- | ------- |
| Goud   | Eunice Chumba         | Bahrein   | 2:20.31 |
| Zilver | Tesfu Dolshi          | Eritrea   | 2:21.35 |
| Brons  | Rose Chelimo          | Bahrein   | 2:26.21 |
| 4      | Fatima Ouhaddou Nafie | Spanje    | 2:26.44 |
| 5      | Aleksandra Lisowska   | Polen     | 2:26.44 |
| 6      | Tiki Gelana           | Ethiopië  | 2:27.19 |
| 7      | Pascalia Jepkogei     | Kenia     | 2:28.28 |
| 8      | Sakiho Tsutsui        | Japan     | 2:29.09 |
| 9      | Meskerem Wondimagegn  | Ethiopië  | 2:29.33 |
| 10     | Marie Perrier         | Frankrijk | 2:29.45 |

## Nederlands kampioenschap

### Mannen
| Plaats | Naam              | Tijd    |
| ------ | ----------------- | ------- |
| Goud   | Abdi Nageeye      | 2:05.32 |
| Zilver | Roy Hoornweg      | 2:13.19 |
| Brons  | Stan Niesten      | 2:14.26 |
| 4      | Gianluca Assorgia | 2:14.51 |
| 5      | Björn Koreman     | 2:16.15 |
| 6      | Maarten Hindriks  | 2:18.55 |
| 7      | Dennis Licht      | 2:19.23 |
| 8      | Marco van Etten   | 2:19.26 |
| 9      | Ronald Schröer    | 2:19.51 |
| 10     | Maarten de Backer | 2:20.20 |

### Vrouwen
| Plaats | Naam           | Tijd    |
| ------ | -------------- | ------- |
| Goud   | Anne Luijten   | 2:30.59 |
| Zilver | Bregje Smits   | 2:36.34 |
| Brons  | Eva van Zoonen | 2:42.37 |

1981 ·
1982 ·
1983 ·
1984 ·
1985 ·
1986 ·
1987 ·
1988 ·
1989 ·
1990 ·
1991 ·
1992 ·
1993 ·
1994 ·
1995 ·
1996 ·
1997 ·
1998 ·
1999 ·
2000 ·
2001 ·
2002 ·
2003 ·
2004 ·
2005 ·
2006 ·
2007 ·
2008 ·
2009 ·
2010 ·
2011 ·
2012 ·
2013 ·
2014 ·
2015 ·
2016 ·
2017 ·
2018 ·
2019 ·
2020 ·
2021 ·
2022 ·
2023 ·
2024 ·
2025